# 恆春羽衣蟬
恆春羽衣蟬（学名：Vagitanus virescens）為臺灣特有的蟬科扶桑蟬屬物種，模式標本採集於臺灣南部恆春半島的高士佛社（今高士）與龜仔甪社（今社頂）。